# Barchi
Barchi är en ort och frazione i kommunen Terre Roveresche i provinsen Pesaro e Urbino i regionen Marche i Italien.
Barchi var tidigare en kommun. Den bildade 1 januari 2017 tillsammans med kommunerna Orciano di Pesaro, Piagge och San Giorgio di Pesaro den nya kommunen Terre Roveresche. Den tidigare kommunen hade 956 invånare (2016).